# Triumph-Palace

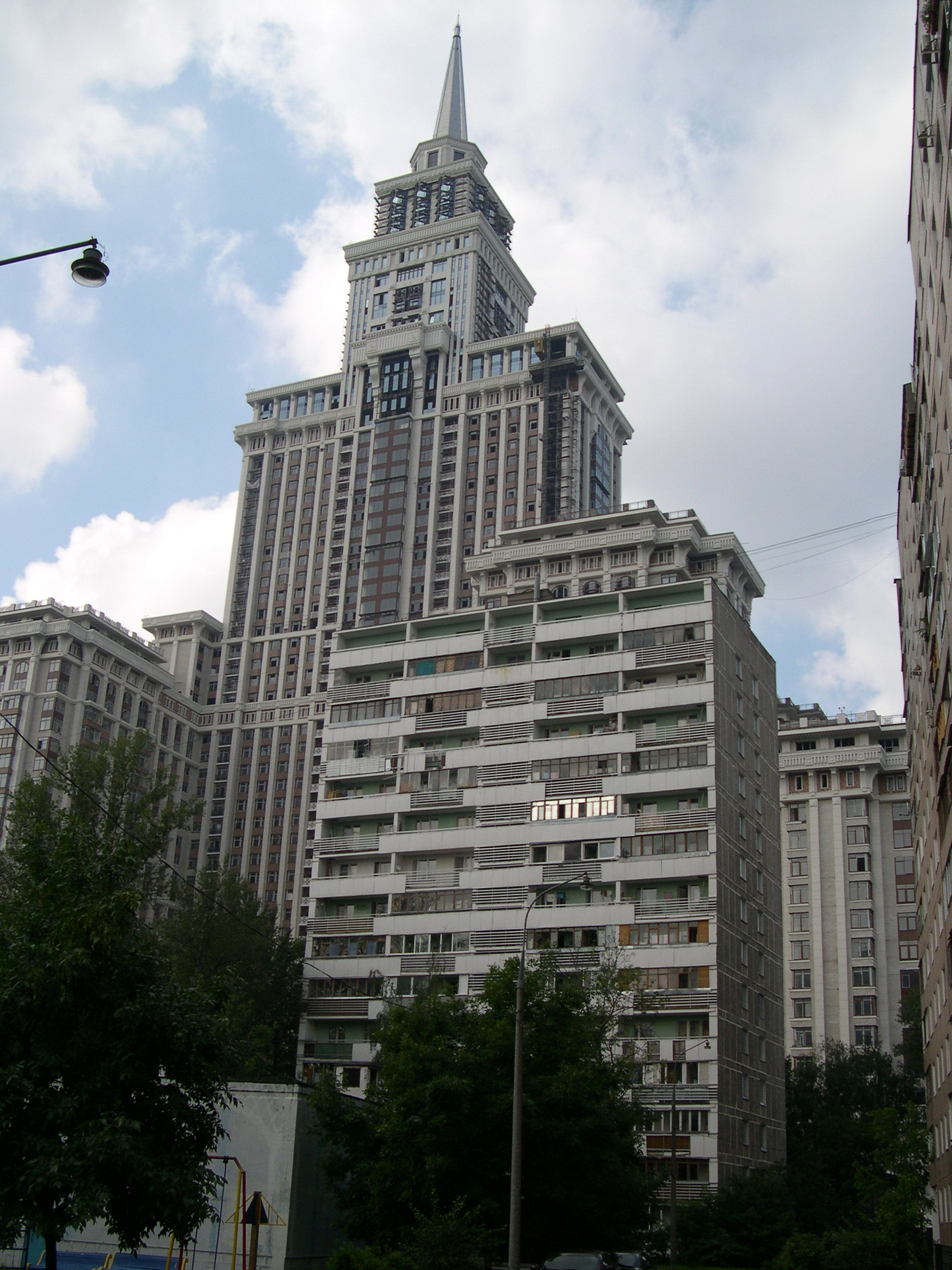
Triumph Palace şi tipicele blocuri ruseşti

Triumph-Palace (rusă Триу́мф-Пала́с) este numele unui complex de apartamente din Moscova. Mai este numit și cel de-al optulea Turn din cauza asemănării cu zgârie-norii construiți de Stalin în anii '50. Construcția a început în 2001. 
Pe cele 57 de etaje ale clădirii se găsesc aproximativ 1000 de apartamente de lux.  La 20 decembrie 2003, Triumph-Palace devenea cea mai înaltă clădire din Europa cu cei 264,1 metri. Titlul fusese deținut anterior de Commerzbank Tower în Frankfurt.
Adresa Triumph-Palace este 3 Chapayevsky Pereulok. 

## Istoric
Triumph-Palace a fost proiectat de o echipă "Tromos" birou de design arhitectural condus de Andrey Trofimov pe sarcina tehnică a «Don Story», care trebuia inițial să fie zgârie-nori. 